# Semaeopus hoffmannsi
Semaeopus hoffmannsi là một loài bướm đêm trong họ Geometridae.